# D1 (tren)

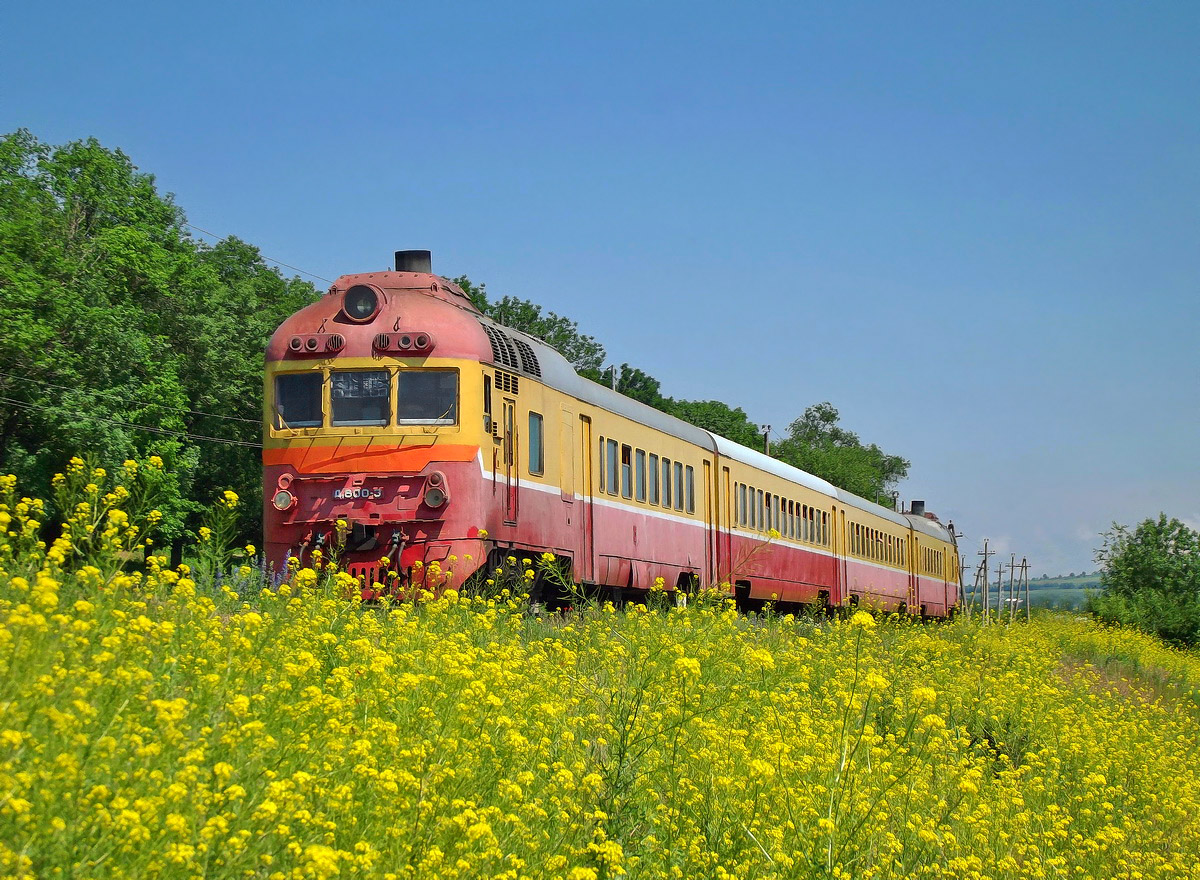
D1-800

Trenul D1 este un tren diesel construit în Ungaria în anii 1960-1980. Țările care îl exploatau erau Rusia, Italia, Egipt, Republica Moldova. În total au fost construite 605 locomotive. Țara cu cele mai multe locomotive rămase este Republica Moldova (60 la număr).

## Istorie
La începutul anilor 60 constructorul ungur Endi Slech s-a gândit să modernizeze fostele sale trenuri automotoare care se numeau Diesel D. Schimbând caroseria, motorul și salonul a construit un nou model de tren căruia i-a dat numele de Diesel D1. La început nu a avut un mare succes dar cu timpul Rusia și Republica Moldova au cerut producția mai multor astfel de trenuri.

## În prezent
Din numărul total de locomotive produse 605 au mai rămas 102. Țara cu cele mai multe locomotive este Republica Moldova 60 la număr. În Republica Moldova trenul unguresc al anilor 60-80 este un tren național și mai este unul din principalele transporturi din țară, jumătate din populație folosind trenul.

## Modernizare
Pe data de 7 iunie 2012 a fost prezentat automotorul modernizat D1M, el fiind modernizat de catre compania româneasca Remar din orașul Pașcani. Rama constă din 4 vagoane și a fost modernizată total, rămânând inițiale doar boghiurile și carcasa vagoanelor.
Rama a fost modernizata atât la exterior cât și la interior, au apărut saloane confortabile de clasa I, II și III, ele fiind dotate cu aer condiționat, monitoare LCD, internet wireless (și prizele aferente pentru laptopuri), grupuri sanitare (unul dintre acestea fiind adaptat pentru persoane cu dizabilități).
Deocamdată, rama se afla în proprietatea companiei Remar, iar dacă Republica Moldova își va arata disponibilitatea de a continua acest proiect, ar mai fi putea fi modernizate încă 14 automotoare.

## Accidente
De când a fost produs automotorul D1, au avut loc doar două accidente grave unul în Ucraina 1986 și altul în Rusia 1989 în ambele accidente trenurile fiind grav afectate.